# Acacia capillaris
Acacia capillaris é uma espécie de leguminosa do gênero Acacia, pertencente à família Fabaceae.